# Amtorg Trading Corporation

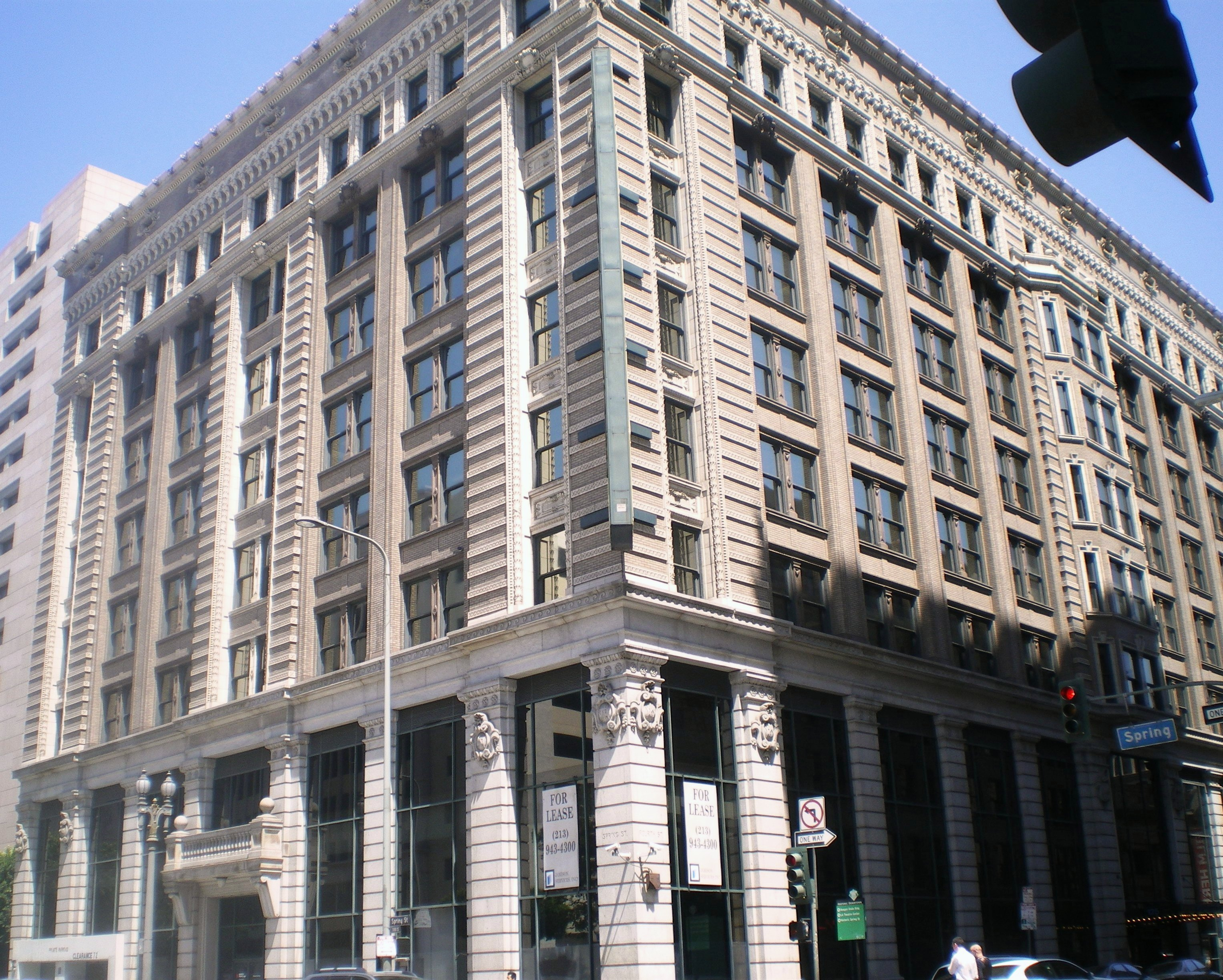
Будівля, де розміщувалося агентство Амторгу в Лос-Анджелесі

Амто́рг (англ. Amtorg Trading Corporation) — акціонерне товариство, засноване в штаті Нью-Йорк (США) в 1924 році і виступало посередником при здійсненні експортно-імпортних операцій радянських зовнішньоторговельних об'єднань з американськими компаніями. Амторг здійснював закупівлі в США устаткування для потреб СРСР, проводив приймання закуплених товарів і контролював їх відвантаження. Штаб-квартира Амторг розташовувалася в Нью-Йорку. У Москві знаходилося генеральне представництво Амторгу — «Совамторг».

## Історія
Компанія була заснована в травні 1924 році в Нью-Йорку як приватне акціонерне товариство за участю радянського капіталу. Була американським представництвом «Arcos Ltd». Крім організації зовнішньої торгівлі, Амторг слугував прикриттям для агентів ІНВ ОДПУ.
Робота Амторгу була особливо важлива в роки, що передували визнання СРСР з боку США, оскільки радянське посольство в США було відкрито тільки при президенті Франкліні Рузвельті в 1933 році.

## Характеристика
Акціонерне товариство «Амторг» з радянським капіталом, засноване для ведення торгівлі між СРСР і США. Статутний капітал Амторгу становив 5 млн доларів США, згодом розмір якого змінювався. Уряд СРСР (за договором між Наркомзовнішторгу СРСР і Амторг) надало Амторгу за визначену винагороду право здійснювати найважливішу частину експортно-імпортних операцій між СРСР і США, спочатку на комісійних засадах, а з 1931 року, у відношенні експорту з СРСР, шляхом прямої покупки товарів в СРСР, що здійснювалося відділенням Амторгу у Москві. У вигляді винагороди за надане йому право Амторг повинен був виплачувати Радянському уряду певний відсоток (50-60 %) свого чистого доходу, що підлягає відрахуванню як організаційні витрати з суми прибутку Амторгу. Функції Амторгу не обмежувалися тільки експортно-імпортними операціями: він укладав також за дорученнями радянських організацій угоди про технічну допомогу для СРСР, сприяв закупівельним та іншим комісіям, посланим в США цими організаціями. Функції Амторгу були тим більш великі, що СРСР навіть після встановлення дипломатичних відносин з США не мав там торгпредставництва.

## Керівники
- Хургін Ісай Якович (1924—1925)
- Склянський Ефраїм Маркович (1925)
- Прігарін Олексій В. (1925—1927)
- Брон Саул Григорович (1927—1930)
- Богданов Петро Олексійович (1930—1933)[5]
- Шейнман Арон Львович (1933—1934)
- Боєв Іван Васильович (1934—1937)
- Розов Давид Григорович (1936—1938)
- Лукашев Костянтин Гнатович (1938—1944)
- Гусев М. (1944—1948)
- Захаров Олексій (1948—1949)
- Смєляков Микола Миколайович (1958—1959)
- Ничков Влас Никифорович (1967—1972)[6]
- Кiсленко Ю.А. (1978 - 1983)
- Машкін Юрій М. (1989—1993)